# كريس باول (سياسي)
كريس باول هو سياسي أمريكي، ولد في 30 سبتمبر 1971 في ميدويست سيتي في الولايات المتحدة. نشط حزبياً في Libertarian Party of Oklahoma ‏.